# 对佛教的批判
對佛教的批判，與一般的對宗教的批判一樣，可以從反對者或與對斷言及教義的質疑和佛教教內的許多教派有關的其他因素中被發現。佛教教內的一些教派、許多佛教國家及獨立的佛教領導人曾以一種或多種方式批判佛教。批評者包括許多的不可知論者、懷疑論者、反宗教主義者、無神論者、其他宗教的信奉者、佛教教內的改革者或僅是簡單地對佛教持反對態度的人。一些人認為佛教教典所宣揚的玄秘學理論（與長生、轮回、地狱、鬼神、神迹等等有關的理論）未能得到現今的科学理論的支持。

## 战争与暴力
雖然提倡慈悲，但是佛教与其他很多宗教一样，在關於暴力、武力的具体应用上往往表現出含糊不清的態度。大乘佛教教內有關於“一殺多生”（殺害凡人此舉雖被視為罪孽，然殺死一人而使多人得以生存一事，卻被視為福德）這個概念的説法，其多次成為佛教徒為正當化使用武力一事而使用的论据。
然而，有佛學研究人聲稱佛家嚴格禁止殺害任何生靈，這一點是十分明確的。
《阿育王經》記載説阿育王曾將數以萬計的分那婆陀那國的拜偶像外道屠殺，甚至将外教徒全家活活烧死屋中 ；也有記載稱他曾因佛教僧侶不與外道一起和合說戒一事而屠殺了都城內的佛教僧侶。據記載因為此事導致阿育王的老師亦被當是外道屠殺了，於是阿育王感到後悔（但Steven L. Danver、Huu Phuoc Le等學者認為全部這些記載是被捏造出來的，並不可信），之後便没有關於他迫害其它宗教一事的具體記載，相反，據説篤信佛教的他对古婆罗门教及耆那教等其他不少宗教都予以慷慨捐助。
南傳佛教教內有説法試圖淡化殺害所謂的佛教的敵人這種行為的嚴重性，甚至聲稱這種行為是福業，但有宗教學家聲稱這一説法與初期佛教關於不可殺人一事的觀點相違悖，其聲稱初期佛教認為殺害他人的人即使真心懺悔，亦只能夠減輕由這一罪業所帶來的惡報，並不能夠使人完全免於承擔後果一事，可見初期佛教非常反對人們犯下殺人這種罪行。

## 政治鬥爭
与其他政教合一的国家一样，佛教在佛教国家國內也无法避免地被卷入政治冲突之中，如中世纪的东南亚国家蒲甘王國、素可泰王国和波隆納魯沃區的古国等。现代斯里兰卡的僧侣也经常卷入国家政治斗争。在冷戰時期，泰國國內的主流佛教組織支持泰國压制左翼組織勢力冒起。他们聲稱由於左派人士不是有情識者，因此殺死共黨份子這個行為不算殺生，故此身為佛教徒的軍警人員沒有犯戒。
然而，在亞洲佛教國家國內，也有許多人信奉左翼佛教，他們從左翼意識型態的角度詮釋佛教教義以運用這些觀點來鼓勵公眾去爭取社會公義。

## 不遵從真正的佛教徒式操守
批評者包括信仰佛教文化和習俗，這些批評對於原本的佛教徒操守，並非所有都是真的。山姆·哈里斯著名的新無神論擁護者及佛教禪修者宣稱，修行者不適當地把佛教當作是宗教，而且他們的信仰通常是"天真、一廂情願和迷信的"，而這些阻止他們的事物是真正的佛教徒式操守。一些批評者宣稱佛教徒及其領導者已經成為物質主義者且墮落於對不當的財富及權力的追求而不是試圖遵守佛教式操守。有許多已知的性醜聞與新興的西方佛教徒群体的導師有關。
對於這類事件，一些佛教徒聲稱作出這些惡行的人根本不是真正信奉佛教的人，故不應該因此而把罪責歸在佛教身上。

## 與現今科學理論相矛盾
認知科學家埃文·湯普森教授在其作品《我為何不是佛教徒》中抨擊了更正佛教，他特別批駁了宣揚所謂的佛教例外論的、由著名演化心理學家羅伯特·賴特客座教授在其所寫的著名心靈哲學書籍《為何佛教是正確的》中所提出的説法，並且聲稱作為傳統佛教教義一部份的許多巫學理論與現今的科學理論相矛盾，他在書中聲稱佛教的教義與印度教、基督教及伊斯蘭教等其他一些宗教的教義一樣存在某些相同的問題。儘管如此，不過作為宗教哲學家的湯普森教授本人仍然致力研究作為佛教教義一部份的不少哲學理論。

## 批判者列表

### 教外批判者
- 范縝：天監六年（507年），著《神滅論》一文曰：「神即形也，形即神也。是以形存則神存，形謝則神滅也。」「形者神之質，神者形之用；是則形稱其質，神言其用；形之與神，不得相異也。」反對當時藉助政權力量以勢壓人的佛學，認為物質是實在的，精神是附生的，希望人們不要迷信宗教，以節省金錢。
- 韓愈：韩愈在《谏迎佛骨表》中写到，佛教信徒出现了自残倾向且不务正业：“焚顶烧指……弃其业次。若不即加禁遏，更历诸寺，必有断臂脔身以为供养者。”韩愈认为必须禁止佛教，以避免伤风败俗、贻笑四方。而在《原道》中，韩愈进一步认为佛教弃绝君臣、父子的人伦关系：“今其法曰，必弃而君臣，去而父子，禁而相生相养之道，以求其所谓清净寂灭者。”韩愈认为对佛教要：“人其人，火其书，庐其居。”（必须把和尚尼姑还俗，烧掉佛经，把佛寺变成平民的住宅。），对于僧尼：“请令匹配，即成十万余户，产育男女，十年长养，一纪教训，自然益国，可以足兵”。
- 富永仲基（1715年－1746年），日本江戶時代的學者，出生於大阪商人家庭，是一位著名的宗教批評家。他在其著作《出定後語》（1745年）和《翁之文》（1746年）批評佛教、儒家和神道教，理由是它們在很大程度上是不真實的、有違情理。
- 陳進益：著有《走出佛教的迷霧》一書，以科學專業的背景，檢視佛教的義理、經典及立教的歷史傳承典故，指陳佛教教內派別與教義之間的衝突與矛盾之處。陳進益認為佛教是一團迷霧，法師擁抱迷霧沾沾自喜，還自認深奧，對於佛門醜事卻不自清，對於佛教教義矛盾也不梳理，因而呼籲大家走出佛教的迷霧。此外，陳進益也以儒家的復興者自居，提倡原始儒家以人為本這一精神[19]。
- 張開基：著有《釋迦牟尼的惑世任務》、《千古騙局：業報輪迴》(上下冊)等書。其中他檢視和批判佛教教義、佛的人格、佛教密教化現象、佛教收編印度教神祇這一作法等等。
- 宋澤萊：批判作為大乘佛教產物的中國佛教，撰寫了《被背叛的佛陀》、《被背叛的佛陀續集》、《拯救佛陀：根本佛教教義精論》等書，主張信奉其所説的以《阿含經》為聖典的原始佛教，並且鼓勵以台語弘法以脱離中國佛教所帶來的影響，成為台灣佛教批判文學的先驅。此人後來改信基督教。
- 龔天民：以基督教的立場批判佛教，著有一系列批判佛教的文章。
- 董芳苑：台灣神學院教授，以基督教的立場批判佛教，其著作《台灣宗教大觀》、《台灣宗教論集》等中有不少批判佛教(尤其是台灣的佛教)的文章。

### 教內批判者
- 釋印順：畢生推行人間佛教的佛教和尚，承繼於太虛大師的「人生佛教」主張而來。人間佛教重視「此時，此地，此人」的關懷，主張「然佛法以人為本，也不應天化、神化。不是鬼教，不是（天）神教，非鬼化非神化的人間佛教，才能闡明佛法的真意義」。這種主張被視為「一種為了佛教適應近代社會的發展而探尋其理論和實踐的運動」。然而，其某些觀點招來反對者的激列批判，如：印順早期的淨土論述《念佛淺說》、《淨土新論》，不被奉「明清以來淨土宗」為圭臬的蓮宗信眾所接受，而對其淨土思想產生反對聲浪。據江燦騰所說：激進地反對印順的人士，如台中李炳南居士領導的台中蓮社的部份信眾，曾發起燒書破魔說行動。
- 釋昭慧：師從印順法師的佛教尼師，其從事女性主義、同性婚姻法制化等社會運動、發起「廢除八敬法」等佛教改革運動；因支持慈濟之立場與政治觀點、以其驃悍的作風與強硬文筆和反對者論戰，因而遭受爭議、常與特定群眾發生爭論。
- 江燦騰：1990年，佛學家江燦騰博士聲稱印順法師是「思想的巨人、行動的侏儒」，引發爭議[20]。